# Jérôme Zucca
Jérôme Zucca est un acteur français.

## Biographie
Jérôme Zucca est le petit-fils du photographe André Zucca et le fils de Pierre Zucca, photographe et réalisateur.
Son premier rôle est celui d'un jeune cinéaste amateur dans le film de François Truffaut, Une belle fille comme moi (1972).
Pour le film de Pascal Kané, il décroche le premier rôle dans Liberty belle (1983), en interprétant Julien Berg.
Il a joué dans deux films tournés par son père.

## Filmographie
- 1972 : Une belle fille comme moi de François Truffaut : l'enfant cinéaste amateur
- 1977 : Roberte de Pierre Zucca : le groom
- 1980 : Anthracite d'Édouard Niermans : Pierre
- 1981 : La Puce et le Privé de Roger Kay
  - Marcheloup, série télévisée de Roger Pigaut
- 1982 : Boulevard des assassins de Boramy Tioulong : Pierre
- 1983 : Liberty belle de Pascal Kané : Julien Berg
- 1985 : Rouge-gorge de Pierre Zucca : Charles
- 1986 : Corps et biens de Benoît Jacquot : Filasse
  - Made in Belgique, court-métrage d'Antoine Desrosières
- 1986 : Mauvais Sang de Leos Carax : Thomas
- 1989 : L'Enfant de l'hiver d'Olivier Assayas